# Anja Steinbeck

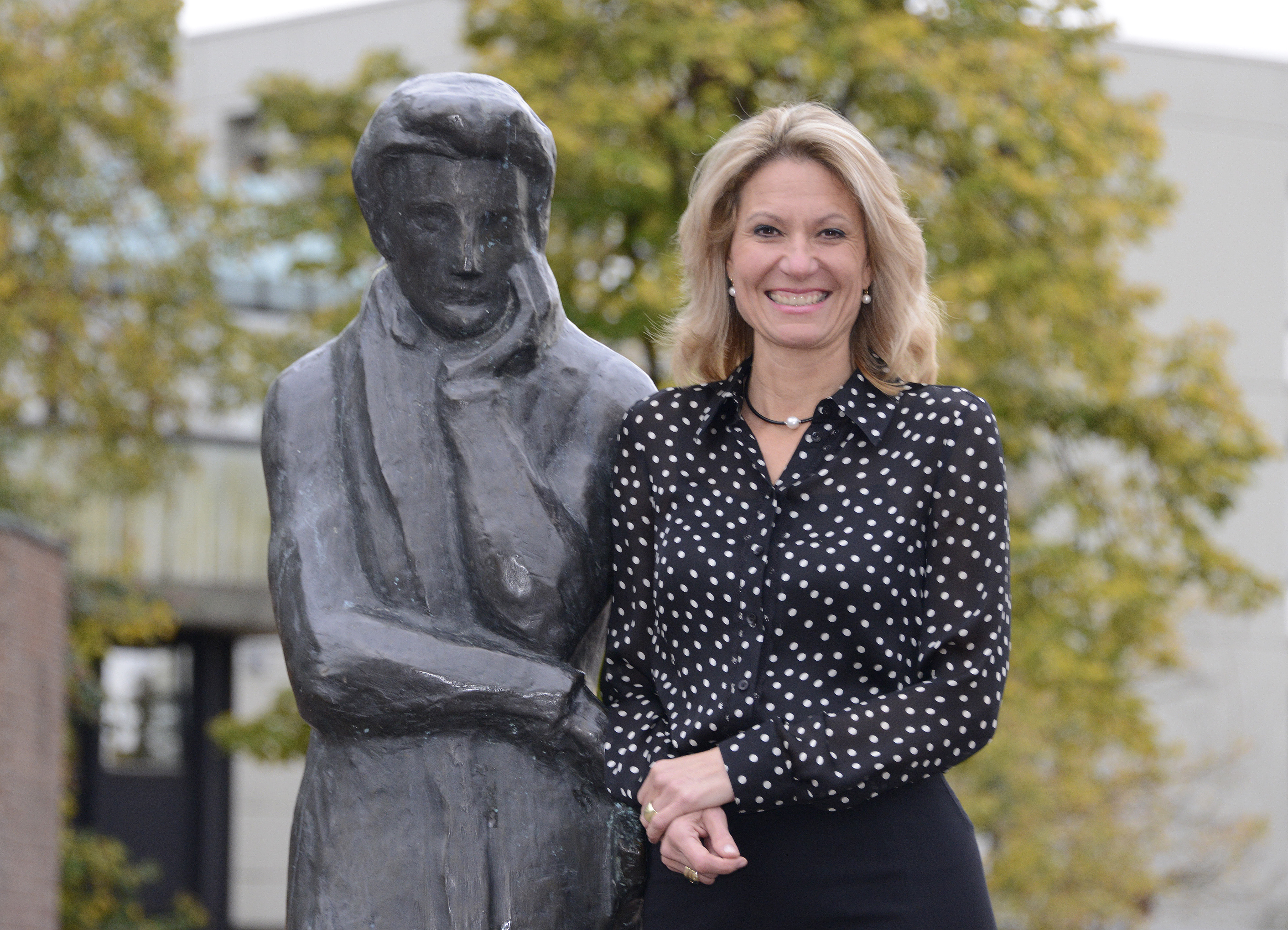
Anja Steinbeck neben der Nachbildung einer Statue Hugo Lederers, die Heinrich Heine in „sinnender“ Pose darstellt (2014).

Anja Verena Steinbeck (* 6. November 1966 in Bitburg) ist eine deutsche Juristin. Seit dem 1. November 2014 leitet sie als Rektorin die Düsseldorfer Heinrich-Heine-Universität.

## Werdegang
Anja Steinbeck stammt aus einer Nichtakademiker-Familie und wuchs bei ihrer Mutter auf. Sie studierte von 1985 bis 1990 in Mainz und im schweizerischen Genf, promovierte 1992 in Mainz und legte 1993 das zweite Juristische Staatsexamen ab. Ebenfalls an der Universität Mainz habilitierte sich Steinbeck 1999. Ab 2001 war sie Inhaberin des Lehrstuhls für Bürgerliches Recht, Handels- und Gesellschaftsrecht und Gewerblichen Rechtsschutz an der Universität zu Köln, ab 2004 leitete sie zudem das Institut für Gewerblichen Rechtsschutz und Urheberrecht (IGRU) der Universität.
Ihr Forschungsschwerpunkt lag auf dem Wirtschaftsrecht, insbesondere dem Lauterkeits-, Marken- und Urheberrecht, ferner auf dem Handels- und Gesellschaftsrecht.
Neben ihrer wissenschaftlichen Tätigkeit war sie ab Oktober 2004 Richterin am Oberlandesgericht Köln. Am 16. Dezember 2010 wurde Steinbeck von den Mitgliedern des Senats der Universität zu Köln zur Prorektorin für Planung, Finanzen und Gender gewählt. Sie trat das Amt am 1. Januar 2011 an. Der Hochschulrat der Heinrich-Heine-Universität Düsseldorf wählte Steinbeck am 13. Mai 2014 einstimmig zur neuen Rektorin. Der Senat bestätigte die Wahl. Steinbeck trat das Amt am 1. November 2014 an. Im Juni 2019 wurde die Verlängerung ihrer Amtszeit bis November 2024 bestätigt. 
2020 führte Steinbeck die Universität durch die COVID-19-Pandemie. Sie baute eine Taskforce auf und entwickelte mit ihr gemeinsame Maßnahmen, insbesondere ein Hygienekonzept und didaktische Leitfäden für die Online-Lehre. Mit Videobotschaften bedankte sie sich bei den Mitarbeitern der Universität für das besondere Engagement bei der Bewältigung der Pandemie. Für ihre Leistungen wurde Steinbeck zur Hochschulmanagerin des Jahres 2020 gewählt. 2022 wurde sie für eine dritte Amtszeit von 2024 bis 2028 zur Rektorin der Universität gewählt.
Seit Dezember 2020 ist sie Sprecherin der Mitgliedergruppe der Universitäten in der Hochschulrektorenkonferenz.
Steinbeck ist verheiratet und hat zwei Söhne.

## Ausgewählte Publikationen
- Die Übertragbarkeit von Gestaltungsrechten (= Schriften zum Bürgerlichen Recht. Bd. 165). Duncker & Humblot, Berlin 1994 (Dissertation, Universität Mainz, 1992).
- Vereinsautonomie und Dritteinfluß dargestellt an den Verbänden des Sports. De Gruyter, Berlin 1999 (Habilitationsschrift, Universität Mainz, 1998).
- Handelsrecht. Nomos, Baden-Baden 2005.